# Dehlitz (Saale)
Dehlitz (Saale) is een plaats en voormalige gemeente in de Duitse deelstaat Saksen-Anhalt en maakt deel uit van de gemeente Lützen in de Landkreis Burgenlandkreis.
Dehlitz (Saale) telt 561 inwoners.

## Galerij

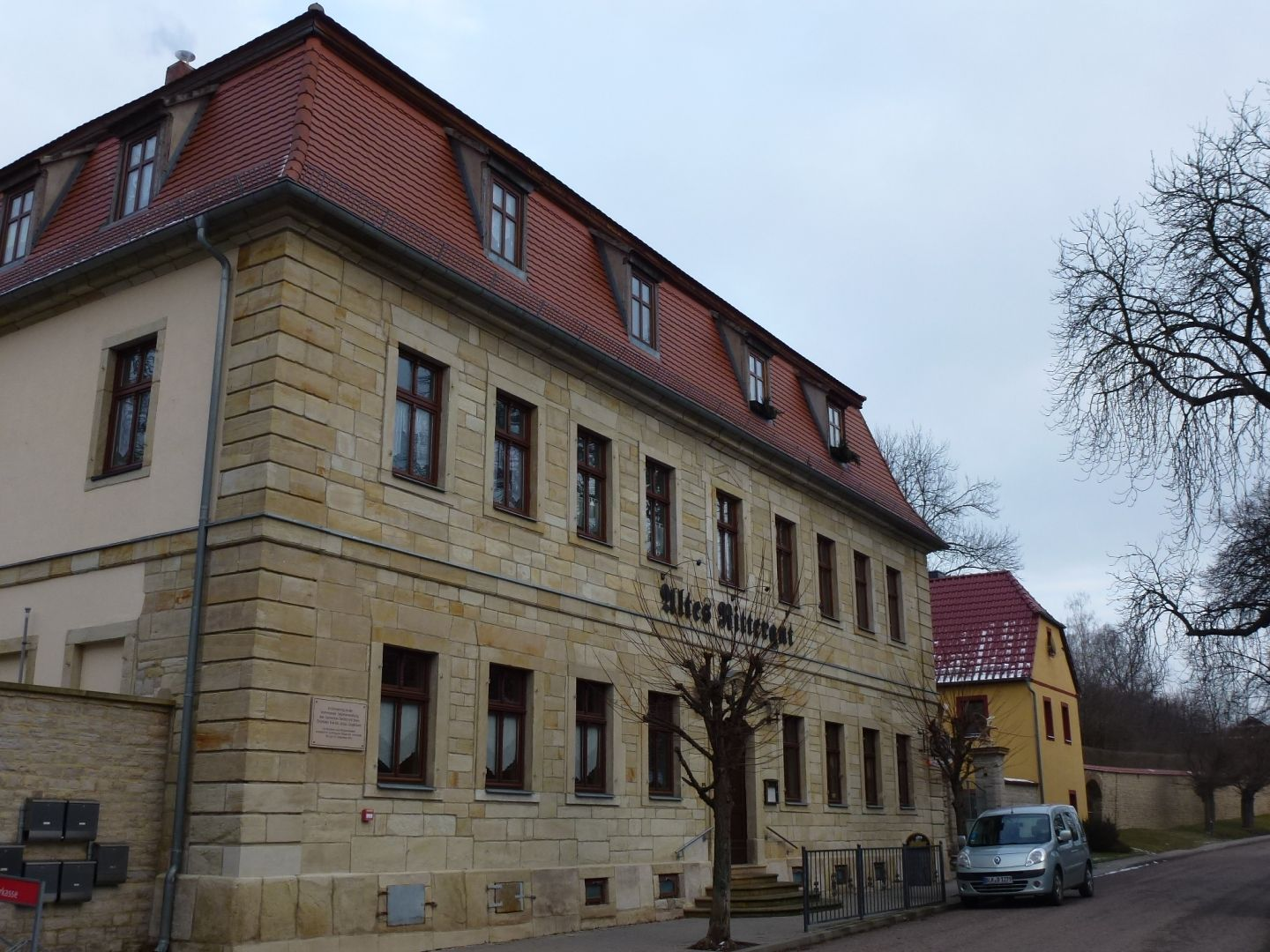
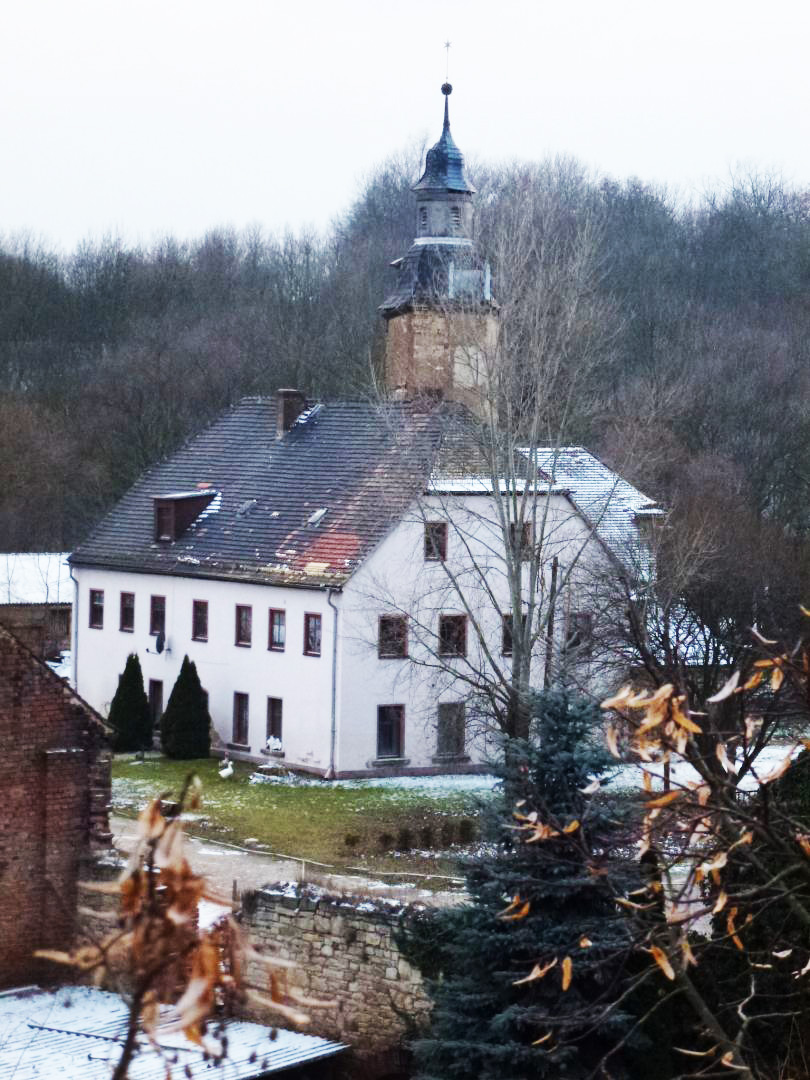
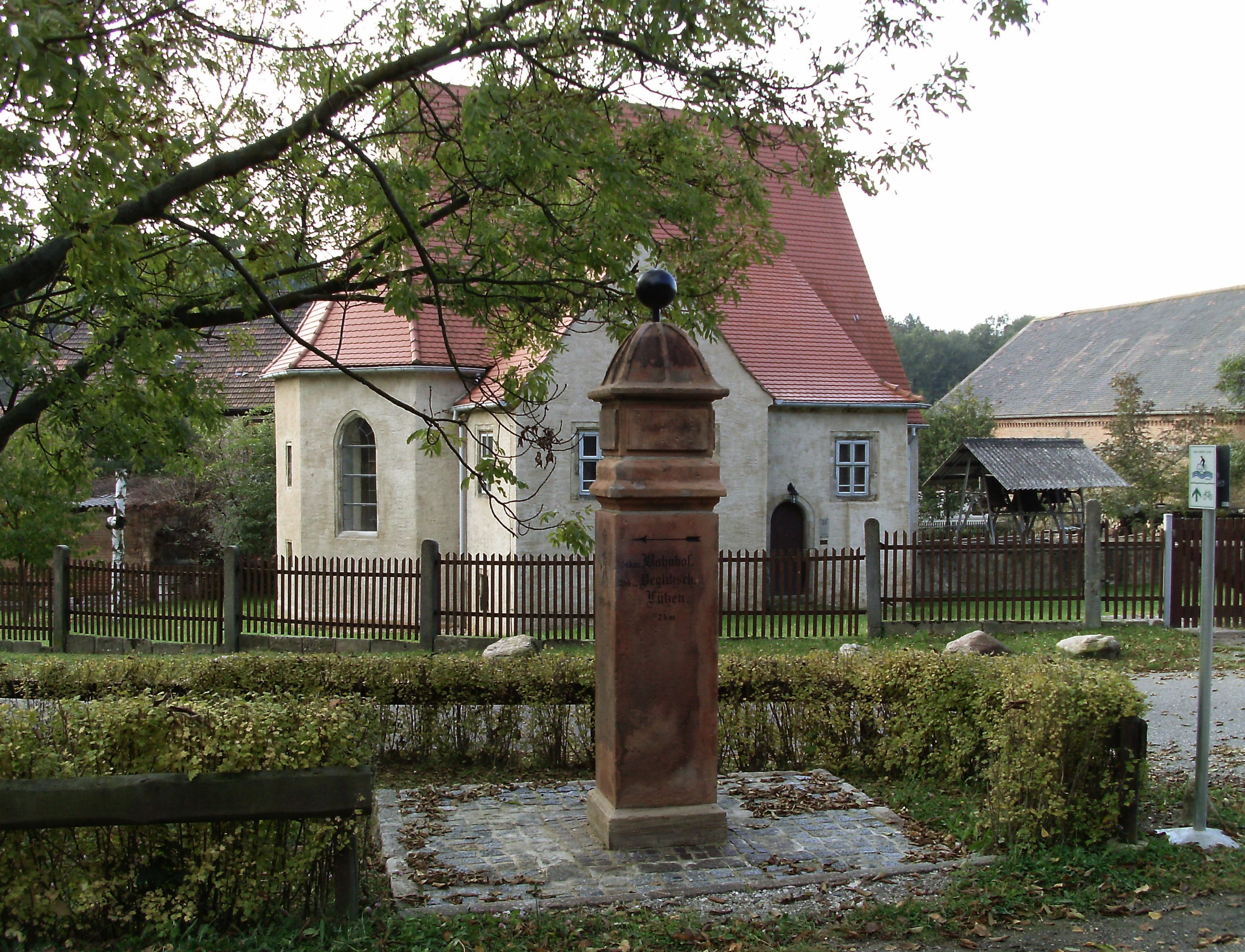